# Dirck Wesselse Ten Broeck (1738-1779)
Dirck Wessel Ten Broeck (26 de julio de 1738 Albany, Provincia de Nueva York - 29 de mayo de 1780 Albany, Provincia de Nueva York) fue un terrateniente, soldado y político estadounidense que sirvió en la primera y segunda legislatura del estado de Nueva York como senador del distrito oeste.

## Primeros años de vida
Ten Broeck nació el 26 de julio de 1738 en Albany, Provincia de Nueva York en lo que entonces era la América británica. Era el hijo menor de Grietje "Margarita" Cuyler (1682-1783) y el alcalde de Albany, Dirck Ten Broeck, miembros de la familia ilustre Ten Broeck, que cobro importancia en la Nueva York colonial. Entre sus hermanos mayores estaban Catharine, esposa de John Livingston (hijo de Robert Livingston el Joven), Christina, esposa del también senador del estado de Nueva York Philip Livingston, y su hermano Abraham, casado con Elizabeth Van Rensselaer (hija de Stephen Van Rensselaer I).
Sus abuelos maternos fueron Abraham Cuyler (hermano del exalcalde de Albany, Cornelis Cuyler) y Caatje Bleecker (hija del exalcalde de Albany , Jan Jansen Bleecker). Sus abuelos paternos fueron Catherina Loockermans y Wessel Ten Broeck (hijo del exalcalde de Albany , Dirck Wesselse Ten Broeck).

## Carrera
Ten Broeck trabajó como jefe de bomberos en 1769 y administrador de lotería en 1772. Al estallar la Revolución Americana, apoyó a los revolucionarios y "desvió su stock comercial de herramientas, armamento y suministros" al Ejército Continental. Durante la guerra, sirvió como teniente coronel de la milicia de Albany y fue miembro del Comité de Correspondencia. Ten Broeck también fue Agente de Lotería de los Estados Unidos y Oficial de Préstamo Continental.

### Carrera después de la guerra
Fue miembro de la 1.ª Legislatura del Estado de Nueva York, siendo elegido para el Senado del Estado de Nueva York para representar uno de los seis escaños del Distrito Oeste, que constaba de los condados de Albany y Tryon. Su primer mandato, que comprendió del 9 de septiembre de 1777 al 30 de junio de 1778, fue durante el primer año del gobierno de George Clinton y se reunió en Kingston antes de reunirse en Poughkeepsie. También sirvió en la 2.ª Legislatura, que comprendió del 13 de octubre de 1778 al 17 de marzo de 1779 en Poughkeepsie. En su segundo mandato en el Senado, fue elegido miembro del Consejo de Nombramientos (en sustitución de Abraham Yates Jr.) que eligió a su hermano Abraham como alcalde de Albany en 1779. Fue sucedido en su escaño en el Senado por su hermano Abraham.

## Vida personal
El 25 de noviembre de 1761, Ten Broeck se casó con Annatje "Anna" Douw (1743-1774), la hija mayor del senador del estado de Nueva York, Volkert P. Douw y de Anna De Peyster Douw (hija de Johannes de Peyster III). Vivían en la casa del tercer distrito que Ten Broeck había heredado de su padre. Poseían una extensa tierra, pero no tuvieron hijos juntos.
Anna murió en Albany el 18 de febrero de 1774. Ten Broeck murió en Albany el 29 de mayo de 1780.